# Rosàcies
|  | Aquest article tracta sobre la família botànica Rosaceae. Vegeu-ne altres significats a «Rosàcia (malaltia)». |

Les rosàcies (Rosaceae) són una família de plantes amb flor de l'ordre Rosales. En total comprenen de tres a quatre milers d'espècies agrupades en cent o cent vint gèneres. Tradicionalment se subdivideix en 5 subfamílies i dues tribus basant-se en l'estructura del seu fruit:
- Subfamília Rosoideae: Conté gèneres amb petits fruits com, entre d'altres, Rosa, Rubus, Fragaria, Potentilla, Geum i Sibbaldia.
- Subfamília Maloideae o Pomoideae: Inclou el gènere de la pomera Malus i els d'altres fruits en pom.
- Subfamília Amygdaloideae (o Prunoideae): Inclou fruits en drupa simple com el Prunus i altres.
- Subfamília Spiraeoideae: Inclou gèneres de fruits no carnosos com Spiraea i Sorbaria.
- Subfamília Dryadoideae: Fruits en aqueni amb estil pilós (Dryas, Cercocarpus, Chamaebatia, Cowania i Purshia).
  - Tribu Neillieae: Inclou els gèneres de Stephanandra i Physocarpus.
    - Aruncus: Gènere amb un representant als Països Catalans Aruncus dioicus.

## Descripció
Les rosàcies poden ser arbres llenyosos, arbustos o plantes enfiladisses o herbàcies. Les herbes són majoritàriament perennes, però també existeixen algunes plantes anuals, com ara l'Aphanes arvensis.:200

### Fulles
Les fulles generalment estan disposades en espiral, però tenen una disposició oposada en algunes espècies. Poden ser simples o pinnades compostes (ja siguin parelles o senars). Les fulles compostes apareixen en uns 30 gèneres. El marge de la fulla és més sovint serrat. Les estípulas aparellades estan generalment presents, i són una característica primitiva dins de la família, que es perden de manera independent en molts grups d'Amygdaloideae (anteriorment anomenats Spiraeoideae). Les estípules de vegades són adnates (superfície adherida a superfície) al pecíol. Les glàndules o nectaris extraflorals poden estar presents als marges de les fulles o als pecíols. Les espines poden estar presents al nervi central dels folíols i al raquis de les fulles compostes.

### Flors
Les flors de les plantes de la família de les roses es descriuen generalment com a «vistoses». Són radialment simètriques, i gairebé sempre hermafrodites. Les rosàcies generalment tenen cinc sèpals, cinc pètals i molts estams disposats en espiral. Les bases dels sèpals, pètals i estams es fusionen per formar una estructura característica en forma de copa anomenada hipant. Es poden disposar en puntes, o caps. Les flors solitàries són rares. Les rosàcies tenen una varietat de pètals de color, però el blau està gairebé completament absent.

### Fruites i llavors
Els fruits es troben en moltes varietats i havien estat considerats els personatges principals per a la definició de subfamílies entre les rosàcies, donant lloc a una subdivisió fonamentalment artificial. Poden ser fol·licles, càpsules, fruita de closca, aquenis, drupes (Prunus), i fruits agregats, com el pom d'una poma, o el gavarró d'una rosa. Molts fruits de la família són comestibles, però les seves llavors contenen sovint amigdalina, que pot alliberar cianur durant la digestió si la llavor està danyada.

## Gèneres
Segons Angiosperm Phylogeny Website:
- gènere Acaena Mutis ex L.
- gènere Adenostoma Hooker & Arnott
- gènere Agrimonia L.
- gènere Alchemilla L.
- gènere Amelanchier Medik.
- gènere Aphanes L.
- gènere Aremonia Neck. ex Nestl.
- gènere Aruncus L.
- gènere Bencomia Webb & Berthel.
- gènere Cercocarpus Kunth
- gènere Chaenomeles Lindl.
- gènere Chamaebatia Bentham
- gènere Chamaebatiaria (Porter) Maxim.
- gènere Chamaemeles Lindl.
- gènere Chamaerhodos Bunge
- gènere Cliffortia L.
- gènere Coleogyne Torr.
- gènere Coluria R. Brown
- gènere Cotoneaster Medik.
- gènere Cowania D.Don
- gènere X Cratae-Mespilus E.G.Camus
- gènere Crataegomespilus Simon-Louis & Bellair
- gènere Crataegus L.
- gènere Cydonia Mill.
- gènere Dichotomanthes Kurz
- gènere Docynia Decaisne
- gènere Dryas L.
- gènere Drymocallis Fourr. ex Rydb.
- gènere Duchesnea Sm.
- gènere Eriobotrya Lindl.
- gènere Exochorda Lindl.
- gènere Fallugia Endl.
- gènere Filipendula Mill.
- gènere Fragaria L.
- gènere Geum L.
- gènere Gillenia Moench
- gènere Guamatela Donn.Sm.
- gènere Hagenia J.F.Gmel.
- gènere Hesperomeles Lindl.
- gènere Holodiscus (K.Koch) Maxim.
- gènere Horkelia Cham. & Schltdl.
- gènere Horkeliella (Rydb.) Rydb.
- gènere Ivesia Torrey & A. Gray
- gènere Kageneckia Ruiz & Pavon
- gènere Kelseya Rydb.
- gènere Kerria DC.
- gènere Leucosidea Eckl. & Zeyh.
- gènere Lindleya Kunth
- gènere Luetkea Bong.
- gènere Lyonothamnus A.Gray
- gènere Maddenia J. D. Hooker & Thomson
- gènere Malacomeles (Decaisne) Engl.
- gènere Malus Mill.
- gènere X Margyracaena Bitter
- gènere Margyricarpus Ruiz & Pavon
- gènere Mespilus L.
- gènere Neillia D.Don
- gènere Neviusia A.Gray
- gènere Novosieversia F.Bolle
- gènere Oemleria Reichenbach
- gènere Orthurus Juz.
- gènere Osteomeles Lindl.
- gènere Pentactina Nakai
- gènere Peraphyllum Nutt.
- gènere Petrophytum (Nutt.) Rydb.
- gènere Photinia Lindl.
- gènere Physocarpus (Cambess.) Maxim.
- gènere Pleiosepalum Hand.-Mazz.
- gènere Polylepis Ruiz & Pavon
- gènere Potaninia Maxim.
- gènere Potentilla L.
- gènere Prinsepia Royle
- gènere Prunus L.
- gènere Pseudocydonia (C.K.Schneid.) C.K.Schneid.
- gènere Purpusia Brandegee
- gènere Purshia DC. ex Poir.
- gènere Pyracantha M.Roem.
- gènere X Pyronia Veitch ex Trab.
- gènere Pyrus L.
- gènere Rhaphiolepis Lindl.
- gènere Rhodotypos Siebold & Zuccarini
- gènere Rosa L.
- gènere Rubus L.
- gènere Sanguisorba L.
- gènere Sarcopoterium Spach
- gènere Sibbaldia L.
- gènere Sibbaldiopsis Rydb.
- gènere Sibiraea Maxim.
- gènere Sieversia Willd.
- gènere Sorbaria (Ser. ex DC.) A.Braun
- gènere X Sorbaronia C.K.Schneid.
- gènere X Sorbopyrus C.K.Schneid.
- gènere Sorbus L.
- gènere Spenceria Trimen
- gènere Spiraea L.
- gènere Spiraeanthus (Fisch. & C.A.Mey.) Maxim.
- gènere Stellariopsis (Baillon) Rydb.
- gènere Stephanandra Siebold & Zuccarini
- gènere Tetraglochin Poepp.
- gènere Vauquelinia Correa ex Humb. & Bonpl.
- gènere Waldsteinia Willd.
- gènere Xerospiraea Henr.

Segons NCBI:
- subfamília Dryadoideae
  - gènere Cercocarpus
  - gènere Chamaebatia
  - gènere Cowania
  - gènere Dryas
  - gènere Purshia
- subfamíliaRosoideae
  - gènere Filipendula
  - Rosodae
    - tribu Colurieae
      - gènere Acomastylis
      - gènere Coluria
      - gènere Erythrocoma
      - gènere Fallugia
      - gènere Geum
      - gènere Novosieversia
      - gènere Oncostylus
      - gènere Sieversia
      - gènere Taihangia
      - gènere Waldsteinia

    - tribu Potentilleae
      - gènere Alchemilla
      - gènere Aphanes
      - gènere Chamaerhodos
      - gènere Comarella
      - gènere Comarum
      - gènere Dasiphora
      - gènere Drymocallis
      - gènere Duchesnea
      - gènere Fragaria
      - gènere Horkelia
      - gènere Horkeliella
      - gènere Ivesia
      - gènere Lachemilla
      - gènere Piletophyllum
      - gènere Potaninia
      - gènere Potentilla
      - gènere Schistophyllidium
      - gènere Sibbaldia
      - gènere Sibbaldianthe
      - gènere Sibbaldiopsis

    - gènere Rosa
    - gènere Rubus
    - tribu Sanguisorbeae
      - gènere Acaena
      - gènere Agrimonia
      - gènere Aremonia
      - gènere Bencomia
      - gènere Cliffortia
      - gènere Dendriopoterium
      - gènere Hagenia
      - gènere Leucosidea
      - gènere Marcetella
      - gènere Margyricarpus
      - gènere Polylepis
      - gènere Sanguisorba
      - gènere Sarcopoterium
      - gènere Spenceria
      - gènere Tetraglochin
- subfamília Spiraeoideae
  - Amygdaleae
    - gènere Maddenia
    - gènere Prunus
    - gènere Pygeum

  - Kerriodae
    - Kerrieae
      - gènere Coleogyne
      - gènere Kerria
      - gènere Neviusia
      - gènere Rhodotypos

    - Osmaronieae
      - gènere Exochorda
      - gènere Oemleria
      - gènere Prinsepia

  - gènere Lyonothamnus
  - Neillieae
    - gènere Neillia
    - gènere Physocarpus
    - gènere Stephanandra

  - Pyrodae
    - gènere Gillenia
    - Pyreae
      - gènere Amelanchier
      - gènere Aria
      - gènere Aronia
      - gènere Chaenomeles
      - gènere Chamaemeles
      - gènere Chamaemespilus
      - gènere Cormus
      - gènere Cotoneaster
      - gènere Crataegus
      - gènere Cydonia
      - gènere Dichotomanthes
      - gènere Docynia
      - gènere Docyniopsis
      - gènere Eriobotrya
      - gènere Eriolobus
      - gènere Heteromeles
      - gènere Kageneckia
      - gènere Lindleya
      - gènere Malacomeles
      - gènere Malus
      - gènere Mespilus
      - gènere Osteomeles
      - gènere Peraphyllum
      - gènere Photinia
      - gènere Pourthiaea
      - gènere Pyracantha
      - gènere Pyrus
      - gènere Rhaphiolepis
      - gènere Sorbus
      - gènere Stranvaesia
      - gènere Torminalis
      - gènere Vauquelinia
      - gènere x Crataemespilus

  - Sorbarieae
    - gènere Adenostoma
    - gènere Chamaebatiaria
    - gènere Sorbaria
    - gènere Spiraeanthus

  - Spiraeeae
    - gènere Aruncus
    - gènere Holodiscus
    - gènere Kelseya
    - gènere Luetkea
    - gènere Pentactina
    - gènere Petrophytum
    - gènere Sibiraea
    - gènere Spiraea
    - gènere Xerospiraea

Segons ITIS:
- gènere Acaena Mutis ex L.
- gènere Adenostoma Hook. & Arn.
- gènere Agrimonia L.
- gènere Alchemilla Linnaeus
- gènere Amelanchier Medik.
- gènere X Amelasorbus Rehder
- gènere Aphanes L.
- gènere Aronia Medik.
- gènere Aruncus L.
- gènere Cercocarpus Kunth
- gènere Chaenomeles Lindl.
- gènere Chamaebatia Benth.
- gènere Chamaebatiaria (Porter) Maxim.
- gènere Chamaerhodos Bunge
- gènere Choenomeles Lindl.
- gènere Coleogyne Torr.
- gènere Comarum L.
- gènere Cotoneaster Medik.
- gènere Crataegus L.
- gènere Cydonia P. Mill.
- gènere Dalibarda L.
- gènere Dasiphora Raf.
- gènere Dryas L.
- gènere Drymocallis Fourr
- gènere Duchesnea Sm.
- gènere Eriobotrya Lindl.
- gènere Exochorda Lindl.
- gènere Fallugia Endl.
- gènere Filipendula P. Mill.
- gènere Fragaria L.
- gènere Geum L.
- gènere Gillenia Moench
- gènere Heteromeles M. Roemer
- gènere Holodiscus (K. Koch) Maxim.
- gènere Horkelia Cham. & Schlecht.
- gènere Horkeliella Rydb.
- gènere Ivesia Torr. & Gray
- gènere Kelseya (S. Wats.) Rydb.
- gènere Kelseyi (S. Wats.) Rydb.
- gènere Kerria DC.
- gènere Leutkea Bong.
- gènere Llyonothamnus Gray
- gènere Malacomeles (Dcne.) Engelm.
- gènere Malus P. Mill.
- gènere Neillia D. Don
- gènere Neviusia Gray
- gènere Oemleria Reichenb.
- gènere Osteomeles Lindl.
- gènere Peraphyllum Nutt.
- gènere Petrophyton Rydb.
- gènere Photinia Lindl.
- gènere Physocarpus (Camb.) Raf.
- gènere Potentilla L.
- gènere Poteridium Spach
- gènere Prinsepia Royle
- gènere Prunus L.
- gènere Purshia DC. ex Poir.
- gènere Pyracantha M. Roemer
- gènere Pyrus L.
- gènere Rhaphiolepis Lindl.
- gènere Rhodotypos Siebold & Zucc.
- gènere Rosa L.
- gènere Rubus L.
- gènere Sanguisorba L.
- gènere Sibbaldia L.
- gènere Sibbaldiopsis Rydb.
- gènere Sieversia Willd.
- gènere Sorbaria (Ser. ex DC.) A. Braun
- gènere X Sorbaronia Schneid.
- gènere Sorbus L.
- gènere Spiraea L.
- gènere Spiraeanthus (Fisch. & C.A. Mey.) Maxim.
- gènere Stephanandra Siebold & Zucc.
- gènere Stranvaesia Lindl.
- gènere Vauquelinia Correa ex Humb. & Bonpl.
- gènere Waldsteinia Willd.